# Joan Simon (bandoler)
Joan Simon   (Forès, 1821 - Ceret, 1846), també conegut pels malnoms Collsuspina, Collsuspiner i Tocabens, va ser un bandoler català. Després de lluitar a favor dels carlins, el 1840 va optar per l'exili a la Catalunya del Nord. Allà va formar una banda amb dotze homes més. Els deien els Trabucaires i van sumir el Rosselló en un període marcat per la violència, en què sovintejaven els atacs a diligències, els segrests i els assassinats. Tots, Joan Simon inclòs, van ser detinguts el 1845 a Cortsaví, dels quals quatre incloent-lo van ser posteriorment executats, pròpiament guillotinats.